# Galk
Galk (persiska: گلک) är en ort i Iran.   Den ligger i provinsen Khorasan, i den nordöstra delen av landet, 700 km öster om huvudstaden Teheran. Galk ligger 1 148 meter över havet och antalet invånare är 186.
Terrängen runt Galk är platt. Runt Galk är det ganska glesbefolkat, med 35 invånare per kvadratkilometer. Närmaste större samhälle är Chenārān, 2,7 km sydväst om Galk. Trakten runt Galk består till största delen av jordbruksmark.